# Grosostraße 4 (Gräfelfing)

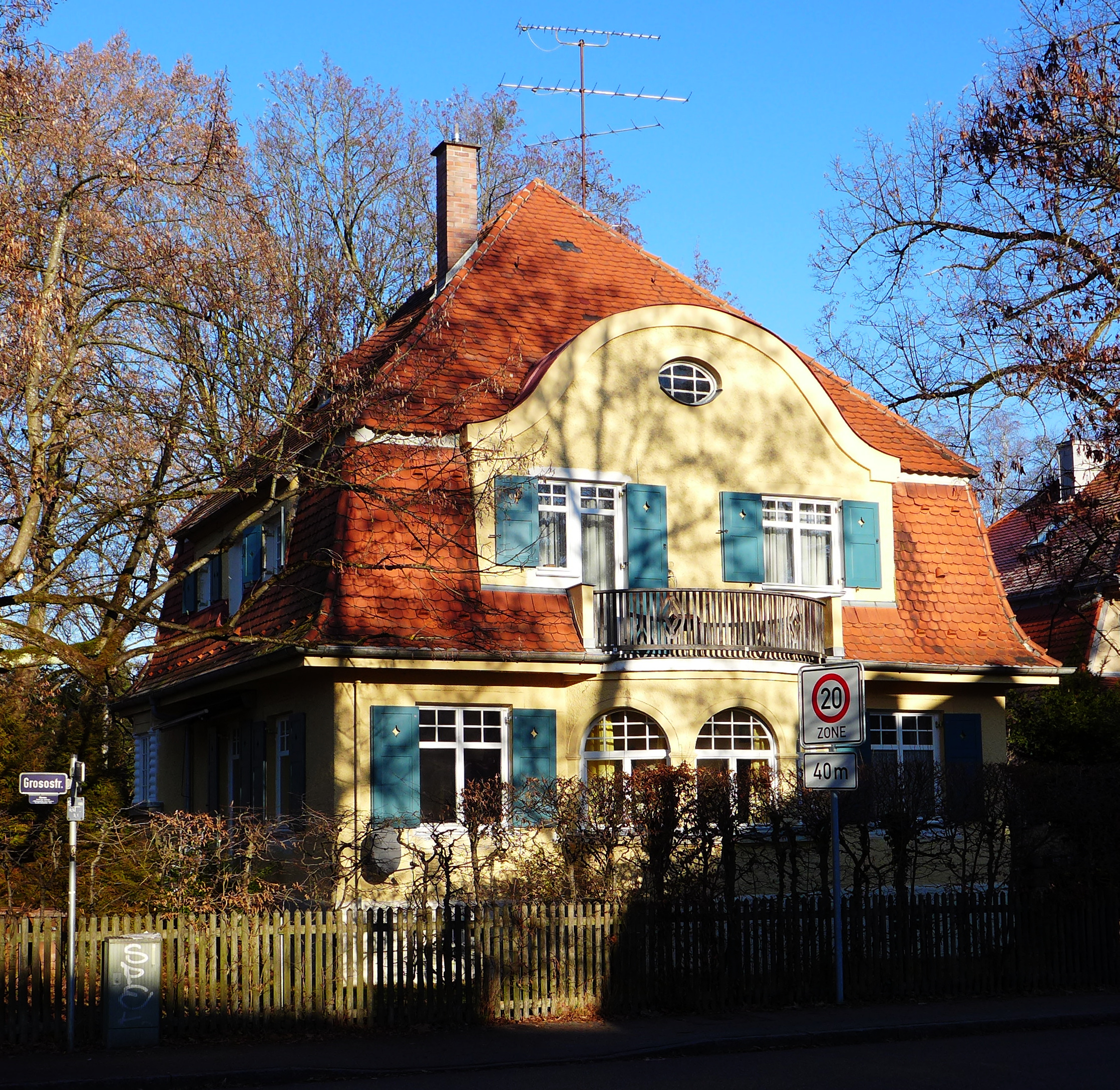
Villa Grosostraße 4 in Gräfelfing

Das Gebäude Grosostraße 4 in Gräfelfing, einer Gemeinde im oberbayerischen Landkreis München, wurde 1911 errichtet. Die kleine Villa im barockisierenden Jugendstil ist ein geschütztes Baudenkmal.
Der erdgeschossige Putzbau mit Mansardwalmdach, Zwerchhaus mit Schweifgiebel und Verandavorbau wurde nach Plänen des Architekten Theobald Trenkle errichtet. 
In den Jahren 1948/49 und 1959 fanden An- und Umbauten am Gebäude statt.